# Big Band!
Big Band! è un album della cantante italiana Antonella Ruggiero, pubblicato il 2 marzo 2005.

## Il disco
Il disco esce in seguito alla partecipazione dell'artista al Festival di Sanremo, dove si classifica al primo posto nella Categoria Donne e terza nella classifica generale del Festival, con il brano Echi d'infinito, scritto da Mario Venuti e Kaballà.
L'album è stato registrato al Teatro Raffaello Sanzio di Urbino, che per l'occasione si è trasformato in un immenso studio di registrazione, a disposizione di Antonella Ruggiero e Roberto Colombo (produttore e compagno di vita della Ruggiero) e della Big Band del M° Davide Di Gregorio: 13 Elementi nella Big Band ai quali si affiancano i musicisti che da anni accompagno la cantante ex membro dei Matia Bazar.
Il disco si compone di brani per lo più tratti dal repertorio dei bolero Sudamericani. Inoltre troviamo degli omaggi ad alcuni cantautori italiani: Luigi Tenco (Mi sono innamorata di te), Umberto Bindi (Arrivederci), Nico Fidenco (Legato ad un granello di sabbia).
Per quanto riguarda il repertorio personale di Antonella Ruggiero, è stata rivisitata la classica Per un'ora d'amore.
Non mancano i classici della musica internazionale come Caravan di Duke Ellington, Perfidia di Alberto Domínguez o Begin the Beguine, canzone originariamente creata da Cole Porter per il musical Jubilee e qui proposta con la versione spagnola del testo.
Il disco si chiude con Tandem, un brano composto da Roberto Colombo per il film omonimo del 2000, diretto da Lucio Pellegrini.
Una menzione speciale merita Dissolta in te, brano in lingua spagnola composto dal dominicano Juan Luis Guerra e che Antonella Ruggiero scoprì durante un suo tour in Costa Rica nel 2003. Il brano è stato riadattato nel testo e musicalmente dalla stessa Ruggiero.

## Tracce
1. Mi sono innamorata di te
2. Confidati a me (Acercate mas)
3. Bésame mucho
4. Dissolta in te (Burbujas de amor)
5. Luna malinconica (Blue Moon)
6. Perfidia (Alberto Domínguez)
7. Legato ad un granello di sabbia
8. Echi d'infinito
9. Begin the Beguine
10. Caravan
11. Per un'ora d'amore
12. Arrivederci - (Umberto Bindi, Giorgio Calabrese)
13. Tandem

## Formazione
- Antonella Ruggiero - voce
- Davide Di Gregorio - Arrangiamenti, flauti e sax
- Carmelo Isgrò - basso
- Lello Becchimanzi - chitarra
- Danilo Badiali - percussioni
- Ivan Ciccarelli - batteria, percussioni
- Luca Colombo - chitarra
- Lorenzo De Angeli - basso
- Marco Piersantini - pianoforte
- Roberto Colombo - tastiera, organo Hammond
- Daniele Di Gregorio - marimba
- Carlo Cantini - violino
- Vittorio Piombo - violoncello
- Stefano Serafini - tromba
- Roberto Righini - tromba
- Sergio Casesi - tromba
- Vittorio Gualdi - tromba
- Fabio Baù - tromba, flicorno
- Roberto Landi - trombone
- Simone Pederzoli - trombone
- Giuseppe Satanassi - trombone
- Filippo Sebastianelli - sassofono tenore
- Marco Postacchini - sassofono baritono, flauto
- Simone La Maida - sassofono contralto, clarinetto

## Classifiche
| Paese  | Posizione raggiunta |
| ------ | ------------------- |
| Italia | 28                  |